# Casa de Sant Just (Olius)
La casa de Sant Just és un edifici d'Olius inclòs a l'Inventari del Patrimoni Arquitectònic de Catalunya.

## Descripció
És una masia de planta irregular formada per dos cossos de planta rectangular col·locats perpendicularment, ambdós de diferents èpoques. La part més antiga de la masia és una construcció gairebé quadrada, coberta amb dues vessants i amb els carreus escairats col·locats a trencajunt a la paret de migdia. La porta principal es troba a l'edifici més antic, és d'arc de mig punt i adovellada. La planta baixa és amb sòl de pedra i coberta amb volta de canó. La casa està envoltada per coberts, formant una muralla al seu entorn. La masia fou ampliada i remodelada als segles xvii i xviii i el cos inicial medieval, possiblement del segle xiv, quedà molt modificat.

## Història
La masia de Sant Just de Joval, prop de l'església romànica de Sant Just, és una masia molt antiga; l'any 1080 la documentació esmenta ja una "Torre de Joval" al terme d'Olius.
A partir del segle xiii el lloc i la masia estaven regentats pels senyors de Joval. L'any 1271 el cavaller A. de Joval i el rector de Sant Esteve d'Olius s'enfrontaven en un plet pel patronatge de l'església de Sant Just, parroquial fins que l'absorbí Sant Esteve. L'any 1306 Pere de Sant Just feu testament i deixà el seu cos i ànima a l'església d'Olius i feu llegats per la de Sant Just. Al segle xviii, la família propietària de Sant Just, els Ferrer, dits àlies de Sant Just, administraven l'església veïna.